# معركة جزر سليمان الشرقية
معركة جزر سليمان الشرقية البحرية (تعرف أيضًا باسم معركة جزر ستيوارت، و في المصادر اليابانية، باسم معركة بحر سليمان الثانية (第 二 次 ソロモン 海戦)، وقعت في الفترة من 24-25 أغسطس 1942، كانت المعركة الثالثة لحاملات الطائرات من حرب المحيط الهادي أثناء الحرب العالمية الثانية، والمعركة الثانية الرئيسية من المعارك التي دارت بين بحرية الولايات المتحدة والبحرية الإمبراطورية اليابانية خلال حملة جوادالكانال. كما في بحر المرجان وميدواي، لم تكن سفن الخصمين ضمن نطاق البصر لكلًا منهما. بدلا من ذلك، نفذت جميع الهجمات من قبل حاملات الطائرات.